# Västra Sjundeå Ungdomsförening
Västra Sjundeå Ungdomsförening är en finlandssvensk ungdomsförening som grundades 1933 i Sjundeå, Nyland. Föreningen som är medlem i Finlands Svenska Ungdomsförbund tar hand om sitt föreningshus Västanlid i Lappers by och ordnar olika evenemang där. Västanlid hyrs också ut för fester.

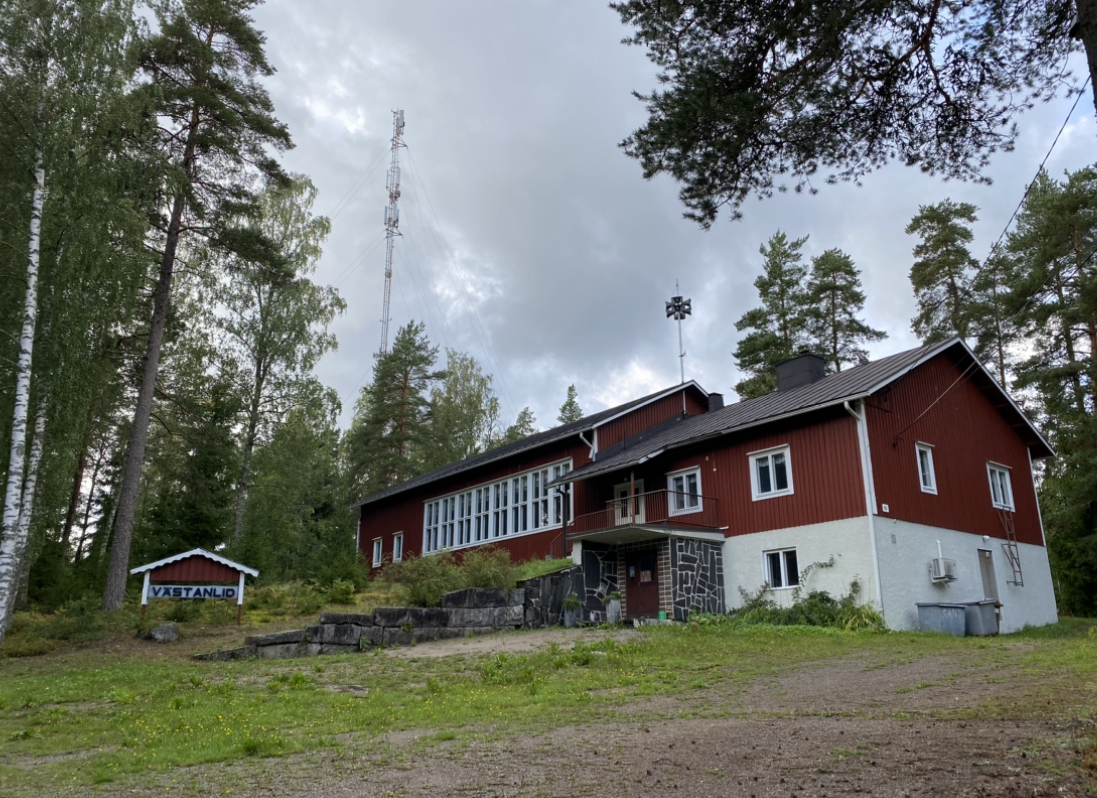
Västanlid

År 2013 berättade Yle Västnyland att Västra Sjundeå Ungdomsförening har drabbats av svårigheter; Västanlid var i dålig skick och krävde mycket renovering. Styrelsen för Västra Sjundeå Ungdomsförening ansåg att det inte fanns förutsättningar att hålla igång en föreningslokal. Möjligheten att sälja huset börjades undersöka. Dåvarande ordföranden för föreningen Ingmar Nyberg berättade också till Yle Västnyland att om huset säljs då upplöses säkert också hela föreningen.
Senare samma år väcktes intressen mot föreningen dock och människor engagerade mer i arbetet för att kunna spara Västanlid. Föreningen gick i land med att fortsätta sitt verksamhet i huset.